# Esther Vilar
Esther Vilar, nacida Esther Margareta Katzen (Buenos Aires, Argentina, 16 de septiembre de 1935), es una escritora, socióloga, psicóloga y médico germano-argentina. Estudió medicina, psicología y sociología, y ejerció la medicina antes de dedicarse a escribir. Es autora del libro El varón domado (1971) y de sus continuaciones El varón polígamo (1976) y Modelo para un nuevo machismo (1977), así como de los ensayos Viejos (1981),  El encanto de la estupidez (1987) y Prohibido pensar (1998).

## Biografía
Los padres de Vilar eran emigrantes judíos alemanes. Se separaron cuando ella tenía 3 años.
Estudió medicina en la Universidad de Buenos Aires y en 1960 fue becada a la República Federal Alemana para continuar sus estudios de maestría en psicología y sociología. Trabajó como médico en un hospital bávaro durante un año, y también ha trabajado como traductora, vendedora, trabajadora de línea de montaje en una fábrica de termómetros, modelo de zapatos y secretaria.
Esther se casó con el autor alemán Klaus Wagn en 1961. Tuvieron un hijo, Martin, en 1964. El matrimonio terminó en divorcio. Con respecto al divorcio, Esther dijo: "No rompí con el hombre, solo con el matrimonio como institución".
En los últimos años, Vilar se ha dedicado sobre todo al teatro. Con piezas como «La sonrisa de la barracuda», «Speer» (sobre Albert Speer, el arquitecto del Tercer Reich), «Horario de una venganza» o «El discurso inaugural de la papisa americana». O el thriller erótico «Hablar y callar en Palermo» de 2008.
Vilar vivió en Estados Unidos, Alemania, Suiza, luego Italia, Francia, España e Irlanda, antes de instalarse definitivamente en Reino Unido.

## Fundamento
El fundamento de su postura "feminista femenina" se establece en la trilogía inicial que Esther escribe en los libros: El varón domado (1971), El varón polígamo (1974) y Modelo para un nuevo machismo (1977).

### El varón domado(1971)
Una de las ideas principales del libro El varón domado es que la mujer no es oprimida por el hombre, sino que en realidad es la mujer la que controla al hombre para que sea su esclavo de bienestar y esto es algo de lo que el hombre muchas veces no es consciente. Para ello la mujer compromete al hombre usando estrategias de seducción, así como halagos, administrados cuidadosamente. En palabras de la autora:

El hombre fue entrenado y condicionado por la mujer, de manera no muy distinta a como Pavlov condicionó sus perros, para convertirlos en sus esclavos. Como compensación por su labor los hombres son premiados periódicamente con una vagina.

La publicación de El varón domado alcanzó una gran popularidad, debido, en parte, a la considerable difusión que le dio la prensa y demás medios de comunicación.
Vilar apareció en The Tonight Show el 21 de febrero de 1973 para discutir el libro. En 1975 fue invitada a un debate televisado por WDR con Alice Schwarzer, quien se hizo conocida como la representante del movimiento feminista alemán en aquellos años. El debate fue controvertido, y Schwarzer afirmó que Vilar era: "No solo sexista, sino fascista", comparando su libro con el periódico nazi Der Stürmer. La controversia que suscitó esta obra fue tal que la autora recibió amenazas de muerte y vivió décadas de desprecio:

No me había imaginado el aislamiento en el que me encontraría después de escribir este libro. Tampoco había previsto las consecuencias que traería incluso para mi vida privada —las amenazas violentas todavía no acabaron al día de la fecha.
Esther Vilar, agosto de 1998

Según la investigación del Instituto del Libro Español, la versión española fue el tercer libro más vendido en España en 1975.

### El varón polígamo(1974)
Estableciendo los tres principios fundamentales de la vida humana: conservación, reproducción y crianza, la autora amplía sus ideas previas estableciendo argumentos sobre el amor y el poder, a fin de sustentar la predisposición poligámica del hombre.
Asimismo, en el libro, identifica una lista de desventajas masculinas para la época:
- 1) Los hombres hacen el servicio militar, las mujeres no.
- 2) Los hombres van a la guerra, las mujeres no.
- 3) Los hombres obtienen la jubilación más tarde que las mujeres (aunque con sus menores expectativas de vida deberían tener derecho a retirarse antes).
- 4) Los hombres no pueden ejercer prácticamente la menor influencia sobre su procreación (para ellos no hay píldoras ni interrupción de embarazo; deben, o mejor dicho, sólo pueden tener los hijos que dispongan las esposas).
- 5) Los hombres alimentan a las mujeres; éstas no alimentan -o si acaso temporalmente- a los hombres.
- 6) Los hombres mayoritariamente trabajan durante toda una vida, las mujeres temporalmente o nunca lo hacen.
- 7) Aunque la mayoría de los hombres laboren toda su vida y las mujeres temporalmente o jamás, aquellos son, en términos generales, más pobres que las mujeres.
- 8) Los hombres pueden tener sus hijos a título de préstamo, las mujeres están autorizadas para conservarlos.

La tesis de Esther Vilar se establece bajo las siguientes premisas:
- Es una falacia creer que el hombre domina a la mujer por el hecho de tener mayor fuerza física.
- El hombre es el que en nuestra sociedad asume los mayores riesgos laborales y responsabilidades exógenas.
- Las mujeres modelan el sistema social desde la concepción, la crianza, la educación y las relaciones.
- El problema de la debilidad del hombre está en su instinto protector.
- Aparentemente el hombre pone las reglas, entrando en una falsa conciencia de dominio, pero es él quien hace finalmente todo el trabajo producto de sus reglas.
- La mujer interpreta el rol de sexo débil, cuando a partir de esta "debilidad" controla al hombre.

Esther Vilar apoya lo que ella llama un feminismo femenino en donde no se reproduce el concepto de que el hombre domina y la mujer es víctima. Desde su tesis busca inspirar a la mujer para que no dependa, logre posicionamiento y liderazgo laboral y sea sexualmente libre.

## Teatro
Su obra Speer (1998) es una pieza teatral de ficción biográfica acerca del arquitecto alemán Albert Speer, ministro y arquitecto de Hitler. Fue puesta en escena en Berlín y Londres, dirigida y protagonizada por Klaus Maria Brandauer. Vilar también ha escrito muchas otras obras de teatro y libros, pero la mayoría no han sido traducidas a otros idiomas.

## Obras
- El varón domado. 1971.
- El varón polígamo. 1974.
- Modelo para un nuevo machismo. 1977.
- Das Ende der Dressur. 1977.
- Viejos. 1981.
- El discurso inaugural de la papisa americana. Bruguera. 1982.
- Historia de amor para un zoólogo. Plaza & Janés. 1985.
- Las Matematicas de Nina Gluckstein. 1985. (novela)
- El encanto de la estupidez. 1987.
- La educación de los ángeles. 1995.
- ¿Es inmoral el matrimonio? 1995.
- Católicas del mundo, uníos. 1996.
- Prohibido pensar. 1998.
- Speer. 1998. (teatro)
- Los siete fuegos de Mademoiselle. Grijalbo. 2001.